# Жіан (Санта-Марія-да-Фейра)
Жіан (порт. Gião; МФА: [ʒi.ˈɐ̃w]) — парафія в Португалії, у муніципалітеті Санта-Марія-да-Фейра. Розташована в західній частині країни, на теренах історичної португальської провінції Бейра. Входить до складу округу Авейру. За адміністративним поділом, чинним до 1976 року, терени парафії були складовою провінції Берегове Дору. Належить до Авейрівської діоцезії Католицької церкви. Патрон — святий Андрій. Площа — 3,4978 км². Населення — 1815 ос. (2011). Середньо урбанізований регіон. Густота населення — 518,9 осіб/км²
. Код — 010909.

## Географія

Санта-Марія-да-Фейра (2013)
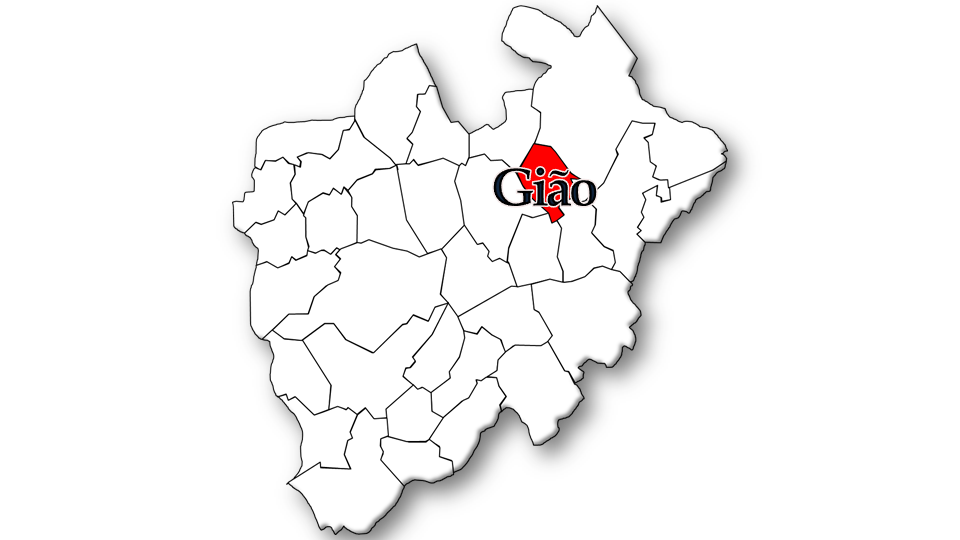
Жіан

## Населення
| Кількість мешканців | Кількість мешканців | Кількість мешканців | Кількість мешканців | Кількість мешканців | Кількість мешканців | Кількість мешканців | Кількість мешканців | Кількість мешканців | Кількість мешканців | Кількість мешканців | Кількість мешканців | Кількість мешканців | Кількість мешканців | Кількість мешканців |
| ------------------- | ------------------- | ------------------- | ------------------- | ------------------- | ------------------- | ------------------- | ------------------- | ------------------- | ------------------- | ------------------- | ------------------- | ------------------- | ------------------- | ------------------- |
| 1864                | 1878                | 1890                | 1900                | 1911                | 1920                | 1930                | 1940                | 1950                | 1960                | 1970                | 1981                | 1991                | 2001                | 2011                |
| 503                 | 496                 | 485                 | 533                 | 633                 | 683                 | 707                 | 710                 | 737                 | 759                 | 878                 | 1 049               | 1 131               | 1 676               | 1 815               |